# Lourival Vilanova
Lourival Faustino Vilanova ou simplesmente Lourival Vilanova (Caruaru, Pernambuco, 7 de agosto de 1915 — Recife, Pernambuco, 4 de novembro de 2001) foi um jurista brasileiro. Reconhecido como um dos principais filósofos do direito do Brasil, ele foi professor catedrático da Universidade Federal de Pernambuco, além de ter ocupado diversos cargos públicos, com destaque para o de Procurador-Geral do Estado de Pernambuco.

## Biografia
Lourival Vilanova nasceu no início do século XX na cidade de Caruaru, situada no agreste do estado de Pernambuco. Ele é filho de José Vilanova e Catarina Vilanova, tendo cursado o ensino primário e o ensino secundário no Colégio Americano Batista do Recife.
Após ser aprovado no vestibular para o curso de Direito da Universidade Federal de Pernambuco (UFPE), ele se graduou bacharel pela Faculdade de Direito do Recife da UFPE em 1942, tendo prosseguido os seus estudos na mesma instituição, pela qual obteve as titulações de mestre e doutor em direito.
Lourival Vilanova foi casado com Cleonice Vilanova, tendo 3 filhos (Ana Lúcia, Carlos Fernando e Márcia Cristina).
Além de ter uma atuação acadêmica no campo jurídico, ele também foi destacadas atuações como operador do direito e servidor público, tendo atuado como Procurador-Geral do Estado de Pernambuco, Consultor-Geral do Estado de Pernambuco, Secretário Estadual de Educação e Cultura de Pernambuco durante a gestão do governador Cid Sampaio (fev. 1959 - jan. 1963), além de membro do Conselho Diretor da Fundação Joaquim Nabuco (FUNDAJ).

## Vida acadêmica
Vilanova era considerado um dos expoentes da denominada "Segunda geração da escola do Recife”, movimento jusfilosófico que reuniu diversos juristas que fizeram parte da Faculdade de Direito do Recife da UFPE no século XX, a exemplo de Pontes de Miranda, Pinto Ferreira, Vamireh Chacon, Cláudio Souto, Nelson Saldanha, Bernadete Pedrosa e Margarida Cantarelli.
Em 1947, ele defendeu na Faculdade de Direito da Universidade Federal de Pernambuco a tese de livre docência chamada de Sôbre o conceito do direito, a qual, após ser aprovada pela banca de avaliação, permitiu à Lourival Vilanova se tornar docente livre de "introdução à ciência do direito" na referida instituição de ensino.
Em 1953, ele defendeu na Faculdade de Direito da Universidade Federal de Pernambuco a tese para a cátedra de Teoria Geral do Estado chamada de O problema do objeto da teoria geral do estado, a qual, após ser aprovada pela banca de avaliação, permitiu à Lourival Vilanova se tornar professor catedrático na referida instituição de ensino. Assim, Lourival Vilanova foi professor catedrático na Faculdade de Direito do Recife da UFPE, onde lecionou nas disciplinas de Introdução à Ciência do Direito, Teoria Geral do Estado e Filosofia do Direito, tendo se tornado diretor da Faculdade de Direito do Recife da UFPE e coordenador da pós-graduação stricto sensu em Direito da UFPE.
Além de professor na UFPE, ele atuou como professor visitante na Pontifícia Universidade Católica de São Paulo (PUC-SP) e em instituições estrangeiras como a Universidade de Buenos Aires e a Faculdade de Direito da Universidade de Lisboa.

## Legado
Lourival Vilanova deixou uma contribuição relevante para o desenvolvimento da filosofia do direito e do direito público no Brasil, especialmente a sub-área da lógica aplicada aos fenômenos jurídicos (a "lógica jurídica") especialmente em virtude de seus livros Lógica jurídica e As estruturas lógicas e o sistema de direito positivo serem consideradas duas obras destacadas da filosofia do direito no país.
Integrante da "Segunda geração da Escola de Recife", Lourival Vilanova desenvolveu um debate sobre o  o aspecto linguístico do direito e as estruturas lógicas da norma jurídica, além de fazer um contraponto teórico ao jurista Pinto Ferreira, outro expoente da referida escola de pensamento.
Defensor de uma visão formalista do direito em que este deveria buscar uma racionalidade lógica no lugar da racionalidade positivista de origem em Augusto Comte, Lourival Vilanova afirma que:

 O jurista é o ponto de intersecção entre a teoria e a prática, entre a ciência e a experiência.— Lourival Vilanova
De acordo com o filósofo Antônio Paim, Lourival Vilanova e Franco Montoro seriam representantes do "normativismo jurídico" no pensamento filosófico brasileiro.

## Homenagens
Em vida, ele foi homenageado com a Comenda Barão do Rio Branco.
Após sua morte, a Procuradoria-Geral do Estado de Pernambuco (PGE-PE) resolveu homenagear sua memória criando a Medalha do Mérito Jurídico Professor Lourival Vilanova, destinada a prestigiar pessoas e instituições jurídicas com destaque em Pernambuco.

## Obra
Livros e artigos do autor:
- Lógica Jurídica (1ª edição em 1976);[3]
- Escritos jurídicos e filosóficos;[3]
- Causalidade e relação no Direito;[3]
- As estruturas lógicas e o sistema do Direito Positivo;[3]
- As tendências atuais do Direito Público;[3]
- Os fundamentos filosóficos da Psicologia;[3]
- Sobre o conceito do direito (1947);
- O Problema do Objeto na Teoria Geral do Estado (1954);
- Para um ensaio sobre a cultura (1966);
- Teoria das formas sintáticas (1969);
- Teoria Formal das Variáveis;
- Teoria da Norma Fundamental (1975);
- Teoria Jurídica da Revolução (1976);
- A Dimensão Política das Funções do Supremo Tribunal Federal;
- Proteção Jurisdicional dos Direitos numa Sociedade em Desenvolvimento;
- Direito Educacional como Possível Ramo da Ciência Jurídica;
- Alguns Aspectos da Formação do Docente Universitário;
- Aspectos do Romantismo na Literatura Inglesa.